# The Rembrandts
The Rembrandts [ðə 'rembrænts] («Рембрандты») — американский рок-дуэт, созданный Филом Солемом (Phil Sōlem) и Дэнни Уайлдом (Danny Wilde) в 1989 году. Они прежде работали вместе под названием Great Buildings в 1981 году.
The Rembrandts наиболее известны своей песней «I’ll Be There for You» («Я буду рядом»), которая стала очень популярной благодаря комедийному телесериалу «Друзья». Она достигла 17-го места в Billboard Hot 100, несмотря на то, что не была выпущена как сингл. Сингл был выпущен за пределами США, включая Великобританию, где она поднялась до третьего места в 1995 и пятого места в 1997 году. Успех «Друзей» привёл к большей популярности группы и увеличению продаж их произведений. У группы ранее также был хит «Just the Way It Is, Baby» в 1990 году.
The Rembrandts распались в 1997 году, но воссоединились в 2000 году и записали очередной альбом Lost Together, который был выпущен 12 мая 2001 года, а в 2019 был выпущен новый альбом Via Satellite.

## Состав
- Фил Солем (Phil Sōlem), родился 1 июля 1956 года в городе Дулут, штат Миннесота, США.
- Дэнни Уайлд (Danny Wilde) (при рождении Дэнни Томас (Danny Thomas)), родился 3 июня, 1956 года в штате Мэн, США.
- На первых трех альбомах (1990-95) барабанщиком группы и соавтором ряда песен был Пат Мастелотто.

## Дискография
- 1990 — «The Rembrandts»
- 1992 — «Untitled»
- 1995 — «L.P.»
- 1995 — «Spin This»
- 2001 — «Lost Together»
- 2005 — «Choice Picks»
- 2006 — «Greatest Hits»
- 2019 — «Via Satellite»